# Макдермид, Вэл
Вэл Макдермид (англ. Val McDermid; 4 июня 1955) — шотландская писательница детективов. Общее количество проданных книг Макдермид превышает 10 миллионов копий по всему миру. Она получила Почетную академическую докторскую степень в Университете Сандерлэнда.

## Биография
Макдермид выросла в Керколди, Шотландия. Как говорит она сама:

Единственный ребенок в очень обычной рабочей семье. Мы не были бедны, но имели не так уж много денег. Было понятно, что путь к лучшей жизни идет через образование, но книги были роскошью, которую мы не могли себе позволить. Когда мне было 6, мы стали жить напротив  библиотеки, и она стала для меня вторым домом.

По существующей в то время программе для одаренных детей, в 17 лет она поступила в колледж Св.Хильды в Оксфорде. О своём выборе журналистики Макдермид говорит:

Я всегда хотела писать, с тех пор как осознала, что все эти книги в библиотеке на самом деле написаны настоящими людьми. Но все мне говорили, что невозможно заработать на жизнь писательством, так что мне нужна "настоящая" работа. Я знала, что я не из тех, кому нужна работа с 9 до 5 и карьерным ростом, так что я стала журналистом.

После Университета Макдермид стажировалась в Плимуте, Девон, где получила награду "Лучшего журналиста-стажера года". Она работала 2 года в Daily Record в Глазго, а затем получила работу репортёра в Sunday People в Манчестере (одна из 3 женщин среди 137 журналистов). В течение 14 лет она работала на газеты, окончив карьеру главой Северного отдела. Первая попытка создать роман оказалась неудачной, однако Макдермид перерабола произведение в пьесу, и драма "Как хэппи-энд" была с успехом поставлена на театральной сцене, а позже прозвучала в радиоспектакле на BBC. 
Вдохновленная "волной" американских детективных писательниц (в особенности Парецки), Макдермид обратилась к детективному жанру. "Репортаж об убийстве" был начат в 1984 году, а в 1987 году он был опубликован. Макдермид написала несколько серий произведений ("Тони Хилл и Кэрол Джордан", "Кейт Бренниган", "Линдсей Гордон").
В 1995 году роман Макдермид "Песни сирен" получил премию Золотой кинжал как лучший детективный роман года. Она была представлена в зале славы триллеров и детективов. В 2006 году Макдермид получила приз фестиваля «Theakston's Old Peculiar» за четвертую книгу из серии о приключениях сыщика Тони Хилла и его напарницы Кэрол Джордан. За свои выдающиеся достижения в 2011 году она получила Почетную академическую докторскую степень в Университете Сандерлэнда. Книга "Лишенные плоти" получила премию «Barry» 2011 года за лучший детектив в мягкой обложке.

## Личная жизнь
Макдермид — лесбиянка, разделяет опеку со своей бывшей подругой над сыном Кэмероном.  
В настоящее время писательница живет в Манчестере.

## Экранизации
- «Тугая струна[англ.]» — британский криминально-драматический сериал (2002—2009), созданный и произведенный Coastal Productions для ITV[5]. Сериал основан на характерах, созданных Макдермид: психолог Энтони «Тони» Валентин Хилл (Робсон Грин) и Кэрол Джордан (Гермиона Норрис). Сериал снимался 6 сезонов. Первый сезон состоит из трех двухсерийных эпизодов. Первый эпизод — это адаптация книги «Песни сирен», второй — книги «Тугая струна», для третьего эпизода был написан оригинальный сценарий.
- «Место казни[англ.]» — телевизионная драма в трёх частях, показанная на ITV 1 (показ: 22 сентября — 6 октября 2008 года), по роману Макдермид[6]. В главных ролях: Джульет Стивенсон, Ли Инглби, Грег Уайз, Филип Джексон.

## Публикации на русском языке
- В.Макдермид. Репортаж об убийстве. — Иностранка (серия "Лекарство от скуки"), 2001. — ISBN 5941450494.
- В.Макдермид. Убийственный ритм. — Иностранка (серия "Лекарство от скуки"), 2001. — ISBN 5941450362.
- В.Макдермид. Большой откат. — Иностранка (серия "Лекарство от скуки"), 2004. — ISBN 5941452314.
- В.Макдермид. Охота за тенями. — Иностранка (серия "Лекарство от скуки"), 2005. — ISBN 5941452993.
- В.Макдермид. Далекое эхо. — Иностранка (серия "Лекарство от скуки"), 2005. — ISBN 594145273X.

Серия Tony Hill & Carol Jordan novels
- В.Макдермид. Песни сирен. — Иностранка (серия "Лекарство от скуки"), 2005. — ISBN 5941453159.
- В.Макдермид. Тугая струна. — Иностранка (серия "Лекарство от скуки"), 2012. — ISBN 9785389048935.
- В.Макдермид. Последний соблазн. — Иностранка (серия "Лекарство от скуки"), 2009. — ISBN 9785389001053.
- В.Макдермид. Чужое терзанье. — Иностранка (серия "Лекарство от скуки"), 2010. — ISBN 9785389006430.
- В.Макдермид. Тайные раны. — Иностранка (серия "Лекарство от скуки"), 2012. — ISBN 9785389030763.
- В.Макдермид. Лишенные плоти. — Иностранка (серия "Лекарство от скуки"), 2012. — ISBN 9785389033306.

Публицистика
- Вэл Макдермид. Анатомия преступления: Что могут рассказать насекомые, отпечатки пальцев и ДНК. = Val Mcdermid: “Forensics: The Anatomy of Crime”. — М.: Альпина Нон-фикшн, 2016. — 344 p. — ISBN 978-5-91671-591-0.